# Sítio das Neves (Santos)
Sítio das Neves é um bairro localizado na parte continental da cidade de Santos. Abrange parte da região continental, em si, mais a Ilha das Neves, morro encravado no Estuário de Santos junto à foz do Rio Jurubatuba. O nome da ilha e do sítio se deve a uma nevasca que teria coberto de branco o morro há alguns séculos, fato nunca comprovado, mas que faz parte do folclore santista.
É cortado pela Rodovia Cônego Domênico Rangoni (SP-55 ou BR-101). Junto às margens desta rodovia, localiza-se o Aterro Sanitário do Sítio das Neves, que substituiu o depósito de lixo de Santos antes localizado na Alemoa.